# Ulica Słowiańska w Krakowie
Ulica Słowiańska – ulica w Krakowie, w dzielnicy I Stare Miasto, na Kleparzu. 
Łączy ulicę Długą z ulicą Krowoderską. Jest dwujezdniowa. Zielony skwer pomiędzy pasami ruchu nosi nazwę plac Słowiański.

## Historia
Początkowo była zapewne ścieżką, dojściem do ufundowanego przez parę królewską, Jadwigę i Jagiełłę, w 1390 roku, dla sprowadzonych z Pragi benedyktynów, „słowiańskich zakonników” kościoła Świętego Krzyża. Kościół wyburzono w 1817. 
Bezimienna uliczka otrzymała nazwę około 1880 roku na pamiątkę stojącej tam kiedyś świątyni. Na fasadzie budynku narożnego, od strony ulicy Długiej 40, wmurowano tablicę upamiętniającą istnienie „słowiańskiego kościoła”.

## Zabudowa
Kamienice powstawały na miejscu wyburzanej, drewnianej zabudowy Kleparza.
- ul. Słowiańska 1 (ul. Krowoderska 33) – Kamienica czynszowa. Projektował Edward Zgut, 1938.
- ul. Słowiańska 2 (ul. Krowoderska 35) – Kamienica czynszowa z około 1890 roku.
- ul. Słowiańska 3 – Kamienica z lat 60. XX wieku. Mają w niej siedzibę cechy krakowskich rzemieślników.
- ul. Słowiańska 4-6 (ul. Długa 40) – Punkty usługowe i sklepy z ok. 1875 roku.
- ul. Słowiańska 5 (ul. Długa 38) – czynszowa kamienica, obecnie przychodnia lekarska. Projektował Ludwik Bejm, 1874.

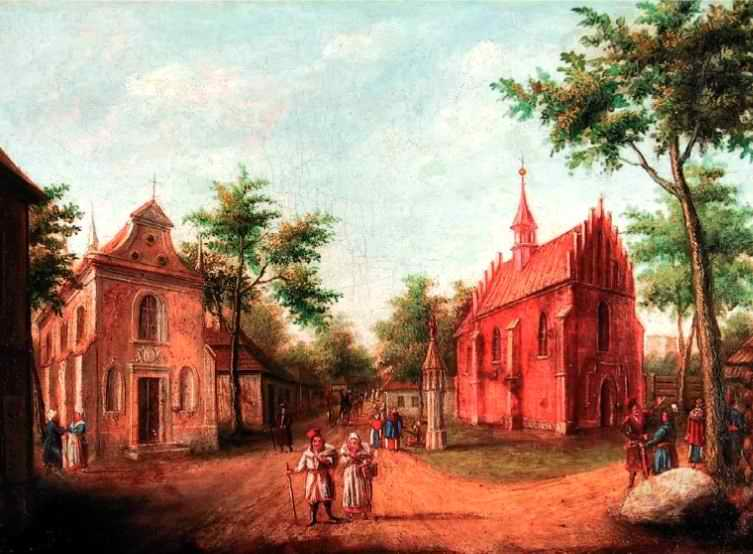
Obraz Teodora Stachowicza. Dzisiejsza ulica Długa, kościół słowiański po lewej.
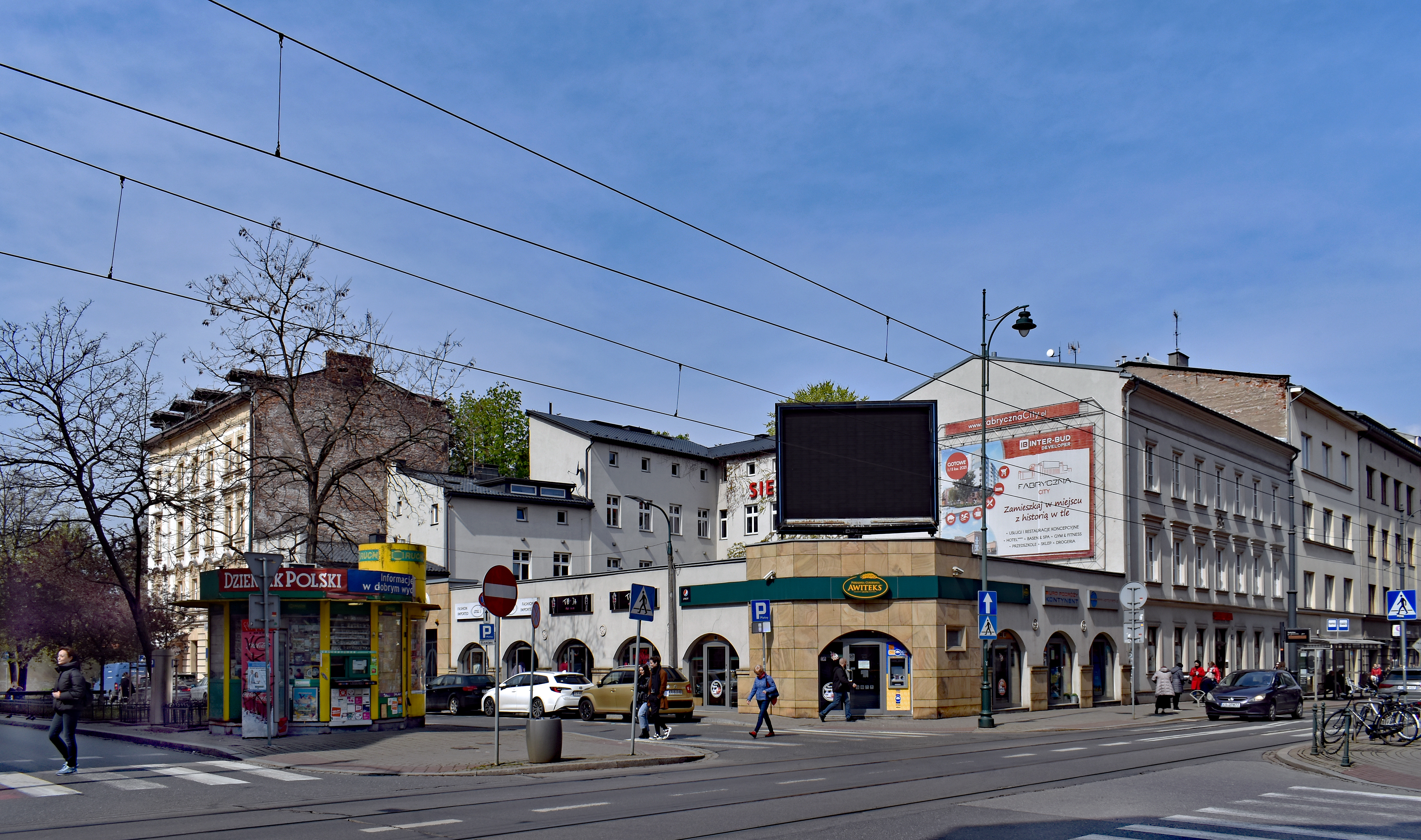
W tym miejscu stał kościół Świętego Krzyża
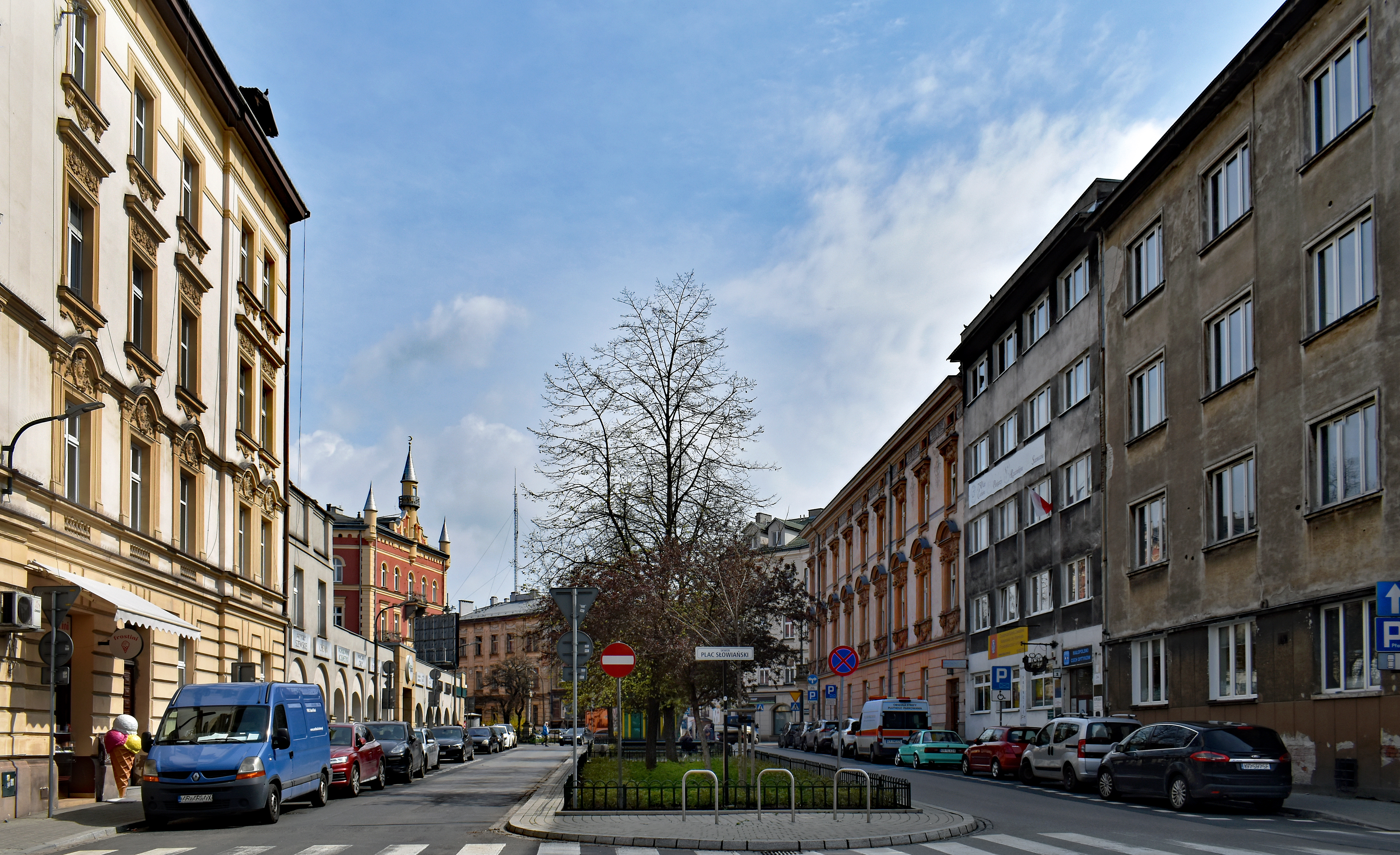
Widok z zachodu, z ul. Krowoderskiej

## Źródła
- Elżbieta Supranowicz Nazwy ulic Krakowa, Wydawnictwo Instytutu Języka Polskiego PAN, Kraków 1995, ISBN 83-85579-48-6
- Praca zbiorowa Zabytki Architektury i budownictwa w Polsce. Kraków, Krajowy Ośrodek Badań i Dokumentacji Zabytków, Warszawa 2007, ISBN 978-83-9229-8-1
- Praca zbiorowa Encyklopedia Krakowa, Wydawnictwo Naukowe PWN, Warszawa-Kraków 2000, ISBN 83-01-13325-2
- Michał Rożek Przewodnik po zabytkach Krakowa, Wydawnictwo WAM, Kraków 2012, ISBN 978-83-7505-661-7